# Ниша (річка)
Ни́ша (рос. Ныша) — річка в Росії, ліва притока річки Вала. Протікає по території Кізнерського та Можгинського районів Удмуртії.
Річка починається з невеликого озера в болотистій місцевості на території присілку Ниша Кізнерського району. Протікає на північний схід та схід. Впадає до річки Вала нижче села Можга. Більша частина річки протікає через лісові масиви та болотисту місцевість. У верхній течії приймає притоки Чембай (ліворуч) та Вішурка (праворуч), у середній та нижній течії має декілька дрібних приток.
Довжина річки — 40 км. Висота витоку — 205 м, висота гирла — 127 м, похил річки — 2 м/км. Площа водозбору — 324 км². У присілку Ком'як збудовано став площею 0,21 км².
На річці розташовані такі населені пункти:
- Кізнерський район — Ниша;
- Можгинський район — Ком'як, Кінеусь, Ниша, Можга.